# VIS Proroci
VIS Proroci je vokalno-instrumentalni sastav iz Subotice. Članovi sastava su mladež okupljeni iz šest subotičkih župa. 

## Povijest
Osnovani su na inicijativu dr. Marinka Stantića 2006. godine. Iste godine prvi su put nastupili na prvom Hosanafestu i osvojili drugo mjesto. Od tada redoviti sudionici festivala duhovne glazbe diljem Hrvatske, u Subotici (Bono fest, HosanaFest, Uskrs fest, Marija festu i Tonkafestu), Međunarodni kršćanski festival u Belozemu u Bugarskoj, Susretu hrvatske katoličke mladeži u Dubrovniku i dr. Također, animiraju pjevanje na prigodnim događanjima. Duhovni pratitelj VIS-a Proroci je svećenik Andrija Anišić.
VIS Proroci u mnogim pastoralnim aktivnostima na razini Subotičke biskupije. 
Članovi sastava voditelji su emisije za mlade na Radio Mariji, dopisnici su katoličkog lista Zvonik, članovi su Odbora Tribine mladih te mnogih drugih organizacija pri Katoličkoj crkvi.
Katolički institut za kulturu, povijest i duhovnost "Ivan Antunović" 2008. godine odao im je posebno priznanje za promicanje kršćanstva, za posebne zasluge širenja Božje riječi (na svoj način), Nagradu Ivan Antunović.
Prvi nosač zvuka "Božje djelo" sadrži skladbe moderne duhovne glazbe. Objavili su ga 2014. godine. Svečano je predstavljen u subotu 8. studenoga u športskoj dvorani Srednje tehničke škole "Ivan Šarić" u Subotici. 

## Članovi
- Anita Kovač,
- Martina Dulić,
- Marija Jaramazović,[2]
- Jelena Bašić Palković,
- Karolina Stantić,
- Darko Temunović,
- Petar Gaković,
- Novica Miljački;
- David Anišić  - klavijature;
- Nikola Bašić - akustična gitara;
- Vladimir Lišić - bass gitara;
- Vlado Kovač - bubnjevi i perkusije;
- Katarina Evetović – violončelo
- Tony Manhart - tehnička podrška

## Suradnje
Ostvarene su suradnje s VIS-om Matheus iz Bizovca, Apostolima mira, VIS Damjanom i Zvonimirom Kalićem. Sudionici u izradi nosača zvuka s pjesama posvećenih slugi Božjem o. Gerardu Tomi Stantiću, objavljenog povodom Gerardova 2011.
S VIS-om Matheus, VIS-om Damjan i Zvonimirom Kalićem okupili su se u Band aid Mreža ribara i te načinili pjesmu „Mreža ribara“ povodom Papinog dolaska u Hrvatsku, 2011. godine.

## Diskografija
- Božje djelo, Laudato, 2014.

## Vanjske poveznice
- VIS Proroci  Arhivirana inačica izvorne stranice od 2. travnja 2015. (Wayback Machine)
- Facebook
- YouTube, (Pro)gledaj srcem - VIS Proroci